# ستیانووتسی
ستیانووتسی (به صربی: Stejanovci) یک منطقهٔ مسکونی در صربستان است که در Ruma municipality واقع شده‌است. ستیانووتسی ۱٬۰۲۰ نفر جمعیت دارد.